# Augustyn Mika
Augustyn Mika (ur. 4 października 1935 r. w Rzepienniku Strzyżewskim, zam. w Skierniewicach), profesor, polski pomolog, specjalista w zakresie agrotechniki roślin sadowniczych, a w szczególności regulowania wzrostu i owocowania.

## Życiorys
Po ukończeniu szkoły podstawowej uczył się w Państwowym Liceum Ogrodniczym w Ropczycach. W 1954 roku podjął studia na Wydziale Ogrodniczym Szkoły Głównej Gospodarstwa Wiejskiego w Warszawie, w gronie znakomitych profesorów pomologii Szczepana Pieniążka i Aleksandra Rejmana. W 1960 roku uzyskał stopień magistra ogrodnictwa. Bezpośrednio po studiach został zatrudniony w Instytucie Sadownictwa w Skierniewicach, gdzie pracował przez ponad 60 lat. W 1967 r. uzyskał stopień doktora nauk rolniczych po obronie rozprawy „Studia nad mechanizmem zahamowania wzrostu jabłoni przy pomocy przyginania pędów i jego wpływem na zawiązywanie pąków kwiatowych”. Stopień doktora habilitowanego uzyskał w 1975 roku, tytuł profesora nadzwyczajnego –  w 1984, a profesora zwyczajnego – w 1990 roku. W latach 1961 – 1963 przebywał na studiach uzupełniających z zakresu sadownictwa w East Malling Research Station, w Anglii, a w latach 1975 – 1994  – na stażach zagranicznych w: Michigan State University, East Lansing i University of California,  Davies,  USA, Instytucie Sadownictwa prowincji Hobei Chińskiej Akademii Nauk, Perugia University, Włochy, Instytucie Sadownictwa Aomori, Japonia. Wypromował 7 doktorów, spośród których jeden uzyskał stopień dr. hab., a dwóch tytuł profesora.  

## Kariera naukowa
Prof. dr hab. Augustyn Mika należy do czołowych przedstawicieli nauki sadowniczej w Polsce. Był najbliższym współpracownikiem profesora Szczepana Pieniążka.  Opracował naukowe podstawy architektury współczesnych sadów intensywnych zakładanych z drzew  karłowych i półkarłowych. Wyjaśnił zjawisko przemiennego owocowania i sprecyzował zabiegi sprzyjające corocznemu owocowaniu. Scharakteryzował związki między intensywnością wzrostu drzew, a ich skłonnością do wczesnego owocowania, a także  zależności między budową morfologiczną pędów i ich zdolnością do formowania pąków kwiatowych. Wykorzystał zjawisko geotropizmu do formowania drzew owocowych. Opracował rewelacyjną, prostą metodę formowania koron z poziomymi pędami, która osłabiała wzrost pędów i przyspieszała ich owocowanie. Metoda opublikowana w amerykańskim czasopiśmie American Fruit Grower oraz francuskim Arboriculture Fruitiere znalazła zastosowanie w wielu rejonach sadowniczych świata. Jako pierwszy w Polsce podjął badania nad intercepcją i dystrybucją światła słonecznego w sadzie. Określił związki między architekturą sadu, nasłonecznieniem sadu, a jakością jabłek. Opracował nową technologię uprawy wiśni i śliw, która umożliwia mechaniczny zbiór owoców kombajnem. Wyniki tych badań przedstawił w 160 oryginalnych publikacjach naukowych, ponad 190 doniesieniach na konferencjach krajowych i zagranicznych, 20 monografiach i podręcznikach oraz w około 1000 artykułów popularno-naukowych. Jego podręcznik „Cięcie drzew i krzewów owocowych” został przetłumaczony na język litewski i opublikowany w Wilnie. Prof. A. Mika wprowadził wiele innowacji w kształtowaniu struktury sadów i utrzymywaniu drzew pod kontrolą w zakresie ich wzrostu i owocowania. Innowacje te szeroko upowszechnił w praktyce sadowniczej. 

## Pełnione funkcje
Kierownik Zakładu Agrotechniki Instytutu Sadownictwa i Kwiaciarstwa (1980 – 2000), zastępca dyrektora ds. nauki 1999 – 2002,  Członek Rady Naukowej ISK – 3 kadencje, Członek Komitetu Nauk Ogrodniczych PAN – 2 kadencje, Członek Komitetu Redakcyjnego Wydawnictw naukowych ISK – 4 kadencje, Wykładowca i promotor prac inżynierskich i magisterskich w Wyższej Szkole Humanistyczo-Ekonomicznej w Skierniewicach, wykładowca na kursach magisterskich, specjalność sadownictwo, SGGW w Warszawie 1980 – 2000. Założyciel i Członek Zarządu Towarzystwa Rozwoju Sadów Karłowych (1990-
2010), Członek Międzynarodowego Towarzystwa Nauk Ogrodniczych (2004- 2010), Członek Working Group of High Density Planting of ISHS (1978 – 1988), (Członek Polskiego Towarzystwa Botanicznego), Kierownik i wykonawca projektów badawczych USDA (PL–480) (1970 – 1984), Konsultant w zakresie formowania i cięcia drzew owocowych USDA (USA) (1986 – 1990), Członek Rady Nadzorczej Spółki Zakładu Sadowniczego w Brzeznej, Konsultant ds. rozwoju sadownictwa w Państwowych Gospodarstwach Rolnych (1970 – 1990), Konsultant wydawnictwa ‘Hortpress’ (1990 – 2012), Przewodniczący SITO, Oddział Skierniewice (1975-1980).

## Odznaczenia, wyróżnienia i nagrody
Krzyż Kawalerski Orderu Odrodzenia Polski, Złoty Krzyż Zasługi, Srebrny Krzyż Zasługi, Srebrny Medal The Warshipfull Company of Fruiteriers (Anglia), Medal 40-lecia Polski Ludowej, Medal Instytutu Agronomicznego w Marymoncie, Wyróżnienie People to People (USA), Certificate of Appreciation USDA, (USA), Odznaka Zasłużony Pracownik Rolnictwa, Złota Odznaka Spółdzielczości Ogrodniczo-Pszczelarskiej, Honorowa Odznaka Towarzystwa Ogrodniczego w Krakowie, Złota Odznaka Polskiego Związku Działkowców, Złota Odznaka SITR (dwukrotnie) Nagroda Indywidualna I i II Stopnia Ministra Rolnictwa, Nagroda Zespołowa I Stopnia Ministra Rolnictwa, Najwyższa Nagroda Dyrektora ISK „Kryształowe Jabłko”, Nagroda Wyższej Szkoły Humanistyczno Ekonomicznej w Skierniewicach, Nagroda Towarzystwa Przyjaciół Instytutu. Honorowy Obywatel gminy Rzepiennik Strzyżewski.